# Julius von der Decken

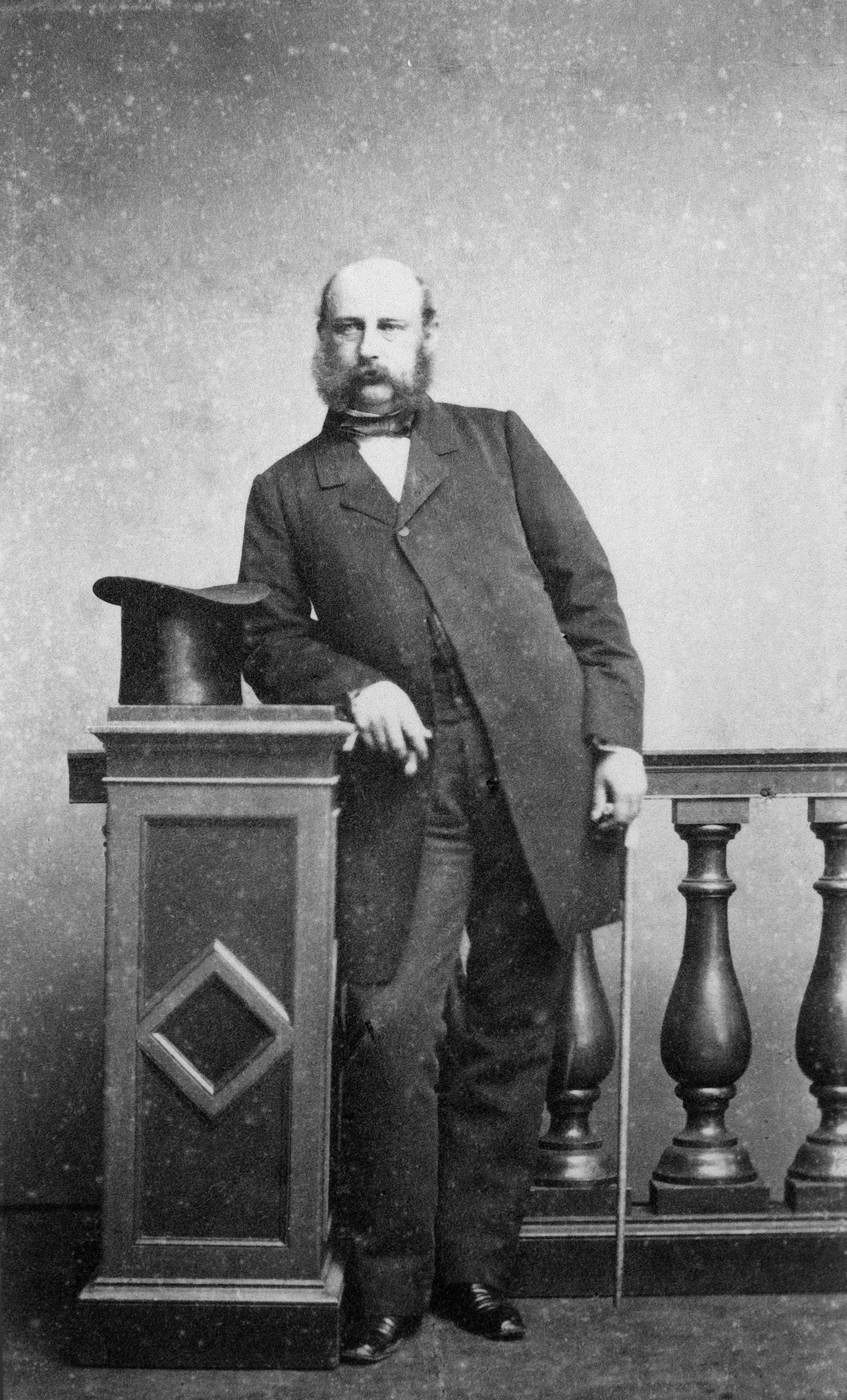
Julius von der Decken

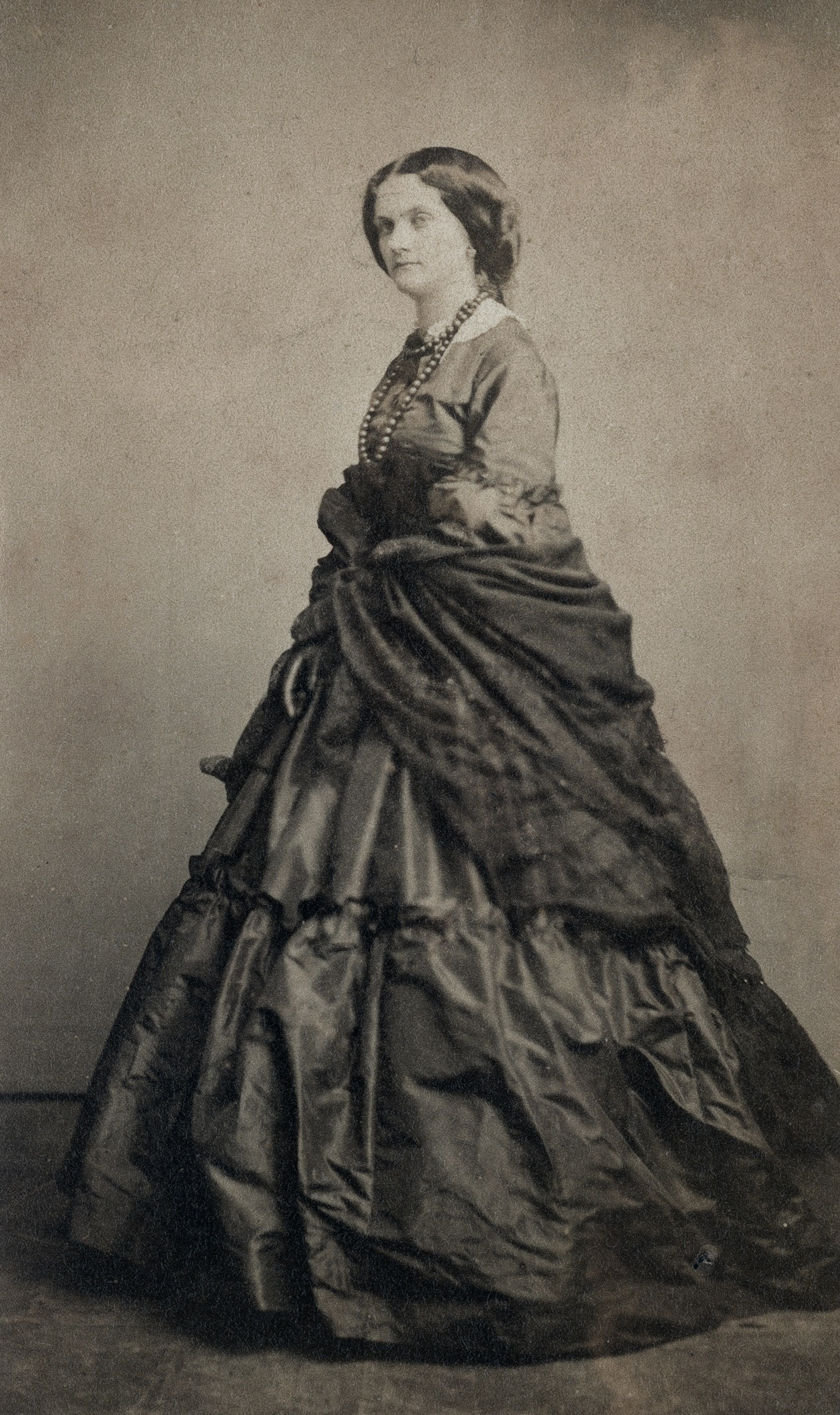
Anna Hedwig von der Decken geb. von Kleist

Julius Klaus Friedrich Wilhelm Georg von der Decken (* 18. Oktober 1827 in Hannover; † 16. Juni 1867 in Vichy) war ein deutscher Adliger und schlesisch-mecklenburgischer Gutsbesitzer.

## Leben

### Herkunft
Julius von der Decken war Angehöriger der Adelsfamilie von der Decken. Sein Vater war Ernst Carl von der Decken (1796–1846) auf Melkof, sein Großvater der königlich hannoverscher Premierminister Claus von der Decken (1742–1826). Seine Mutter Adelheid, geborene von Stechow (* 25. September 1807; † 24. August 1868) heiratete nach dem Tod von Ernst Carl von der Decken in zweiter Ehe am 29. Januar 1848 Hans Heinrich X. von Hochberg, Fürst von Pleß. Karl Klaus von der Decken (1833–1865) war sein jüngerer Bruder.

### Werdegang
Decken stand zunächst in hannoverschen Militärdiensten. Er verließ die Armee im Rang eines Leutnants. Er war Erbherr auf Melkof in Mecklenburg und Dziewentline im Landkreis Militsch (später Hedwigsthal, heute Dziewiętlin, Gemeinde Krośnice). Das Lehngut Klein Berkenthin im Kreis Herzogtum Lauenburg verkaufte er 1865.
Zusammen mit seiner Mutter sorgte er für die Finanzierung der Reisen seines Bruders Karl Klaus und nach dessen Ermordung in Afrika für die Veröffentlichung der Reiseberichte, die schließlich erst nach seinem eigenen Tod durch den Herausgeber Otto Kersten ab 1869 in mehreren Bänden veröffentlicht wurden.
Nach dem Tod von Julius von der Decken ließ seine Witwe Anna Hedwig von der Decken im Jahr 1869 auf dem Gelände des Herrenhauses die Gutskirche Melkof mit Gruftanbau errichten. Diese wird heute als evangelische Dorfkirche genutzt. Der Bau orientierte sich am ehemaligen Gutshaus von ca. 1820, das im klassizistischen Stil errichtet wurde.

### Familie
Decken vermählte sich im Oktober 1853 in Fürstenstein mit Anna Hedwig von Kleist (1829–1920), Tochter des Grafen Eduard von Kleist-Zützen (1795–1852) und der Gräfin Luise von Hochberg, Freiin zu Fürstenstein (1804–1851), die als Witwe im Oktober 1891 in Zützen mit Fürst Friedrich zu Solms-Baruth (1821–1904) eine zweite Ehe einging.
Kinder erster Ehe sind:
1. Adelheid von der Decken (1857–1946), Fideikommissherrin auf Melkof
⚭ I 1875 Graf Konrad Erich Rudolf von Kanitz (1844–1901), preußischer Kammerherr; als Witwe war sie Oberhofmeisterin der Großherzogin Feodora von Sachsen-Weimar-Eisenach
⚭ II 1917 Graf Ewald von Kleist-Zützen (1861–1924)
2. Charlotte von der Decken (1863–1933)
⚭ 1881 Graf Friedrich von Hohenau (1857–1914), Sohn von Prinz Albrecht von Preußen und damit Neffe von König Friedrich Wilhelms IV. und Kaiser Wilhelms I.
Da Julius von der Decken keine Söhne hatte, wurde seine älteste Tochter Adelheid nach mecklenburgischem Erbjungfernrecht Familienfideikommissherrin auf Melkof, Jesow und Langenheide. Seine Witwe ließ 1869/70 zu seinem Gedächtnis auf Melkof eine Kirche mit Gruft errichten, die 1870 zur Pfarrkirche für Melkof, Jesow und Langenheide wurde. Der spätklassizistische Bau der Kirche in Melkof ist in seiner Art einzigartig in Mecklenburg.